# Захоплення Вейсенштейна
58°53′00″ пн. ш. 25°34′00″ сх. д. / 58.883333333333° пн. ш. 25.566666666667° сх. д.
Захоплення фортеці Вейсенштейн (нині Пайде) московськими військами 1 січня 1573 під час Лівонської війни.

### Передісторія
Замок спочатку називали Wizenstein («білокам'яний»), у транслітерації українською — Вейсенштейн або Віттенштейн, місцеве естонське найменування Paede і Paide — Пайде прийшло пізніше, це похідне від pae — плитняк, вапняк, з якого побудований замок. Він був заснований магістром Конрадом фон Мандерном в 1266 році. Тут розташовувалася резиденція фогту Лівонського ордену.
Стратегічно важливий пункт у центрі естонської частини Лівонії, перебуваючи у верхів'ях річки Пярну, контролював перетин сухопутних доріг. У грудні 1572 року цей форпост шведів обложила 80 тисячна московська армія на чолі з царем Іваном Грозним. У фортеці замкнулися до півсотні шведських вояків, які за підтримки городян надали московитам запеклий опір.

## Перебіг битви
Причиною падіння стало те, що 16 грудня 1572 близько 5000 шведських рейтар і кнехтів рушили в похід, маючи намір осадити Оберпален. Дві картуни з порохом і свинцем відправили прямо вейсенштейнською дорогою; до них мали прибути ще кілька важких гармат з Вейсенштейна. Але гармати не довезли далі Нієнгофа, за 5 миль від Ревеля. У той же час московський цар вступив до Лівонії, тим часом як шведи в Ревелі та Вейсенштейні не отримували про це жодної звістки, будучи впевненими, що для них немає жодної небезпеки. Вейсенштейнці пізніше все-таки довідалися про рух московитів, але думали, що це лише набіг московського загону, висланого для захоплення гармат до Нієнгофа. Намісник (комендант) Ганс Бой послав із замку майже всіх кнехтів за 6 миль назустріч відправленим з Ревеля гарматам і так послабив гарнізон, що в ньому залишилося лише 50 воїнів, здатних тримати зброю, крім 500 селян, що бігли до замку. Не встигли вони схаменутися, як були оточені.
Після шестиденної облоги та потужного артобстрілу місто було взяте запеклим нападом, який очолив відомий опричник Малюта Скуратов. Ведучи за собою решту воїнів, він одним із перших піднявся на фортечну стіну і був убитий наповал. За Бальтазаром Руссовим, почалося побиття місцевого населення: не пощадили нікого, крім кількох бідних селян, які заявили, що вони піддані короля Магнуса з Оберпалена. Намісника Ганса Боя з багатьма іншими шведами і німцями привели до Івана Грозного, який на помсту за загибель Малюти живцем наказав прив'язати їх до кіл і засмажити до смерті. Це тривало кілька днів. Повсюди в Єрвені було так багато мертвих тіл, що не знайшлося нікого, хто поховав трупи. Взявши Вейсенштейн, Іван IV, пригнічений смертю свого улюбленця, припинив похід і повернувся до Новгорода.

## Склад військ Івана Грозного
За Розрядною книгою 1475—1605 років, в московське військо входили:
- Великий полк: Саїн-Булат хан, государеві воєводи князь Петро Тутаєвич Шейдяков, князь Василь Юрійович Булгаков-Голіцин, окольничий Василь Іванович Умний-Количов. Василеві Умному-Количову государ велів бути біля Ями у дворових воєводах, але в його місце велів бути у великому полку окольничому князь Осипу Михайловичу Щербатову.
- Передовий полк: бояри та воєводи князь Іван Андрійович Шуйський та Микита Романович Юр'єв.
- Полк правої руки: бояри та воєводи князь Іван Федорович Мстиславський та Михайло Якович Морозов.
- Полк лівої руки: боярин та воєвода князь Семен Данилович Пронський та окольничий князь Дмитро Іванович Хворостинін .
- Сторожовий полк: воєводи князь Іван Петрович Шуйський та Іван Дмитрович Колодка Плещеєв .
- Єртаул: воєводи князь Андрій Васильович Рєпнін та князь Петро Іванович Хворостинін .
- В окольничих їздили перед государем Дмитро Андрійович Бутурлін та князь Іван Семенович Козловський.
- Наряд: окольничий та воєвода князь Юрій Іванович Токмаков та Василь Федорович Ошанін; голови Семен Федорович Нагой, князь Захарій Іванович Сугорський, Іван Григорович Зюзін, Василь Іванович Молчанов, Іван Петрович Новосильцев, Михайло Горський, Петро Григорович Савін Великий.
- Прапор: голови князь Михайло Федорович Барятинський та Василь Молчанов Ільїн.
- За царя знаходилися два його сини, Іван і Федір, Михайло Кайбулович, царевич Астраханський, Малюта Скуратов і Василь Григорович Грязний, король Лівонії Магнус.

## Наслідки
Головною метою московського завоювання залишався Ревель. Проте місто було оплотом шведського панування у Лівонії, з потужними укріпленнями, які без тривалої облоги було взяти. Після Молодинської битви цар намагався уникати ризикованих військових операцій. Московське командування побоювалося перекидати сили з південних кордонів у Лівонію, пам'ятаючи спалення столиці. Скориставшись першою незначною перемогою, Іван IV оголосив про рішення відкласти свій похід на Коливань, «замосковських та українських міст дітей боярських та понизових людей прийшли на государеву службу в Новгород літнім часом безпечно».
Дорогою з Вейсенштейна, 6 січня 1573 року, було складено друге послання Івана Грозного шведському королю Югану III: «А Лівонську землю ми не перестанемо завойовувати, поки нам її Бог дасть. А багато крові проливається через нашу вотчину, Лівонську землю, та через твою гордість, що не хочеш за колишніми звичаями зноситися з новгородськими намісниками; і поки ти цього не усвідомлюєш, і далі буде литися багато невинної крові через твою гордість і через те, що незаконно вступив у нашу вотчину, Лівонську землю. А що ми короля Арцимагнуса винагородили містом Полчевим та іншими містами, то ми, слава Богу, у своїй вотчині вільні: кого хочемо, того й жалуємо. Якщо хочеш виступити, то наші люди твої гармати бачили; а захочеш ще спробувати — побачиш, який тобі буде прибуток. Якщо ж захочеш миру своїй землі, прийшли до нас своїх послів, і ми дізнаємося від них твої наміри і вирішимо, що слід зробити».
Московське військо розділилося надвоє. М. Юр'єв разом із герцогом Магнусом вирушили брати Каркус. І. Мстиславський, І. Шуйський та М. Морозов отримали наказ розорити околиці Коливані. 23 січня 1573 року вони зіткнулися зі шведами і були розбиті поблизу замку Лоде.
Намісником у Пайді став Михайло Андрійович Безнін.
24 листопада 1581 року замок знову перейшов до рук шведів. Комендантом був призначений Генріх Абель Мінден.

## Пам'ять

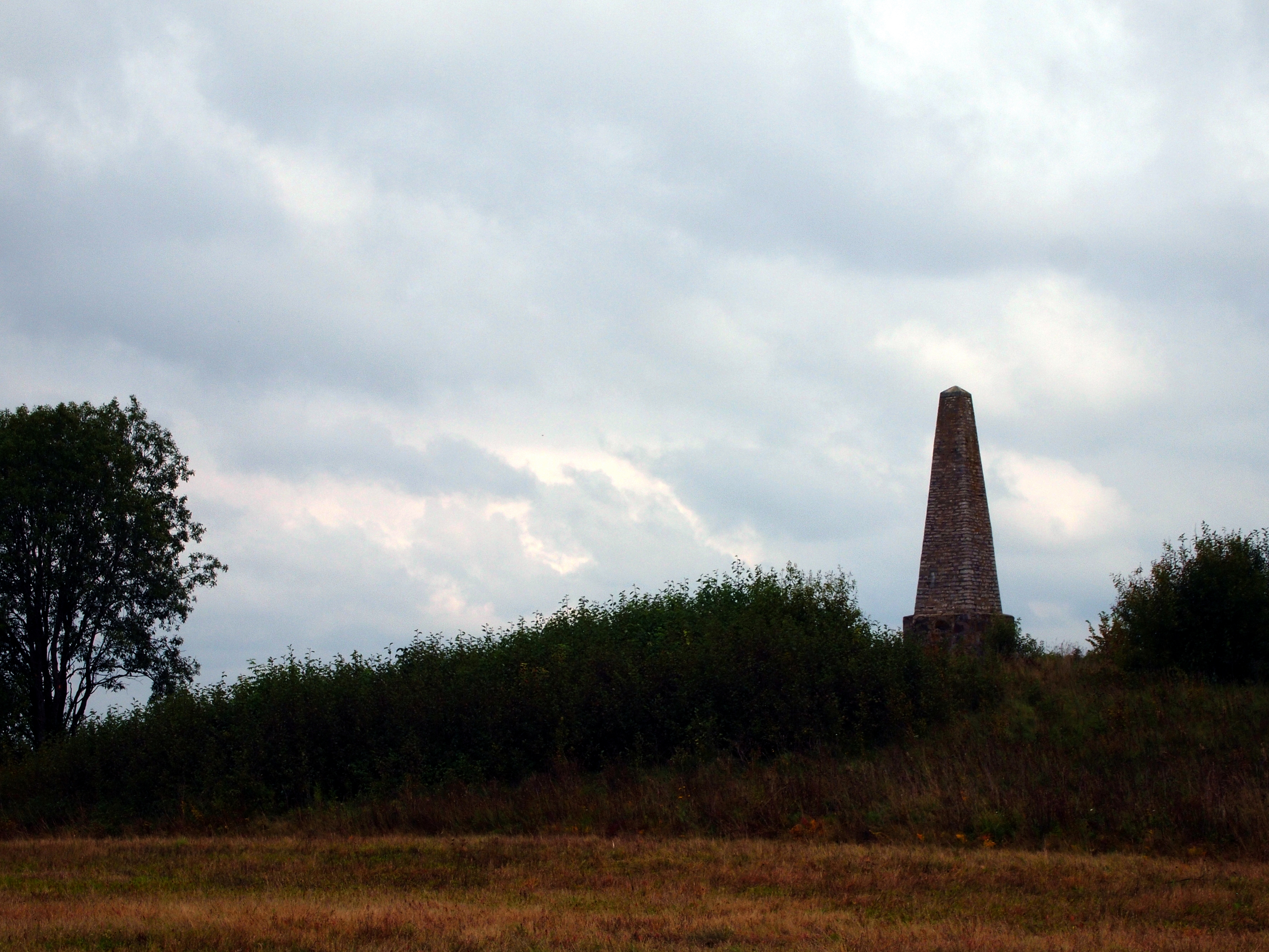
Обеліск воїнам, що загинули під час штурму Пайди у 1573 році

Неподалік міста Пайде знаходиться монумент московським воїнам, загиблим під час взяття фортеці в 1573 року. Обеліск із сірого плитняку заввишки 5 метрів був встановлений на невеликому пагорбі Торнімяе (Башова гірка) у 1886 році власником садиби Мяо, бароном Олафом фон Штакельбергом, на честь візиту Великого князя Володимира Олександровича до Вейсенляка. Пам'ятник покинутий і не популярний у туристичних гідів. Таким чином, історія Лівонської війни не завжди затребувана в Естонії.
Більшість замків після тих подій не відновлювалися. Мало в якій європейській країні на невеликій території сконцентровано таку кількість середньовічних напівзруйнованих будов, які є сумним прикладом того, що з людьми та їхньою землею робить війна. У сучасних естонських путівниках ці руїни є свідченням агресії Московії Івана Грозного в XVI столітті. Однак є інформація, що замок був відновлений у 1580-х роках і зруйнований лише під час польсько-шведської війни 1600—1611 років.